# Nguyễn Thành Tám
Đầu sư Thượng Tám Thanh (thế danh: Nguyễn Thành Tám) (sinh ngày 18 tháng 4 năm 1936) là một tu sĩ đạo Cao Đài, và là đại biểu Quốc hội Việt Nam khóa X (thuộc đoàn đại biểu Tây Ninh).
Hiện tại ông là Chưởng Quản Hội Thánh Cao Đài Toà Thánh Tây Ninh.   
1. Sau khi Phối sư Thượng Thơ Thanh - Hội Trưởng Hội Đồng Chưởng Quản qui vị năm 1999, lúc bấy giờ ông đang là Phó Hội Trưởng đảm nhiệm phụ trách Hội Đồng Chưởng Quản. Năm 1999 ông thăng phẩm Phối sư phái Thượng -  Hội Trưởng Hội Đồng Chưởng Quản.
2. Năm 2005, ông thăng phẩm vị Đầu sư phái Thượng, Hội Trưởng Hội Đồng Chưởng Quản
3. Năm 2007, đến nay ông là Chưởng Quản Hội Thánh Cao Đài Toà Thánh Tây Ninh.

## Lịch sử thăng cấp chức sắc

### Quá trình Hành Đạo
- Năm 1957 được Đức Lý Đại Tiên Trưởng Kiêm Giáo Tông Đại Đạo Tam Kỳ Phổ Độ ân phong vào hàng Lễ Sanh phái Thượng tại Cung Đạo Tòa thánh Tây Ninh.
- 1965 được vinh thăng Giáo Hữu phái Thượng.
- 1973 được vinh thăng Giáo Sư phái Thượng.
- Năm 1992-1999 ông là Giáo sư Phó Hội Trưởng Thường Thường Trực Hội Đồng Chưởng Quản- Tòa Thánh Tây Ninh
- 1999 được vinh thăng Phối Sư phái Thượng. Cùng năm Phối Sư Thượng Thơ Thanh Hội Trưởng Hồng Đồng Chưởng Quản quy vị, ngài được đảm nhiệm vị trí Hội Trưởng thay thế.
- 2005 được vinh thăng Đầu Sư phái Thượng.
- Năm 2007 Hiến Chương mới được thông qua tái lập Hội Thánh và Cửu Viện Cửu Trùng Đài, ông là Chưởng Quản Hội Thánh cho đến hiện nay.